# 스크래플

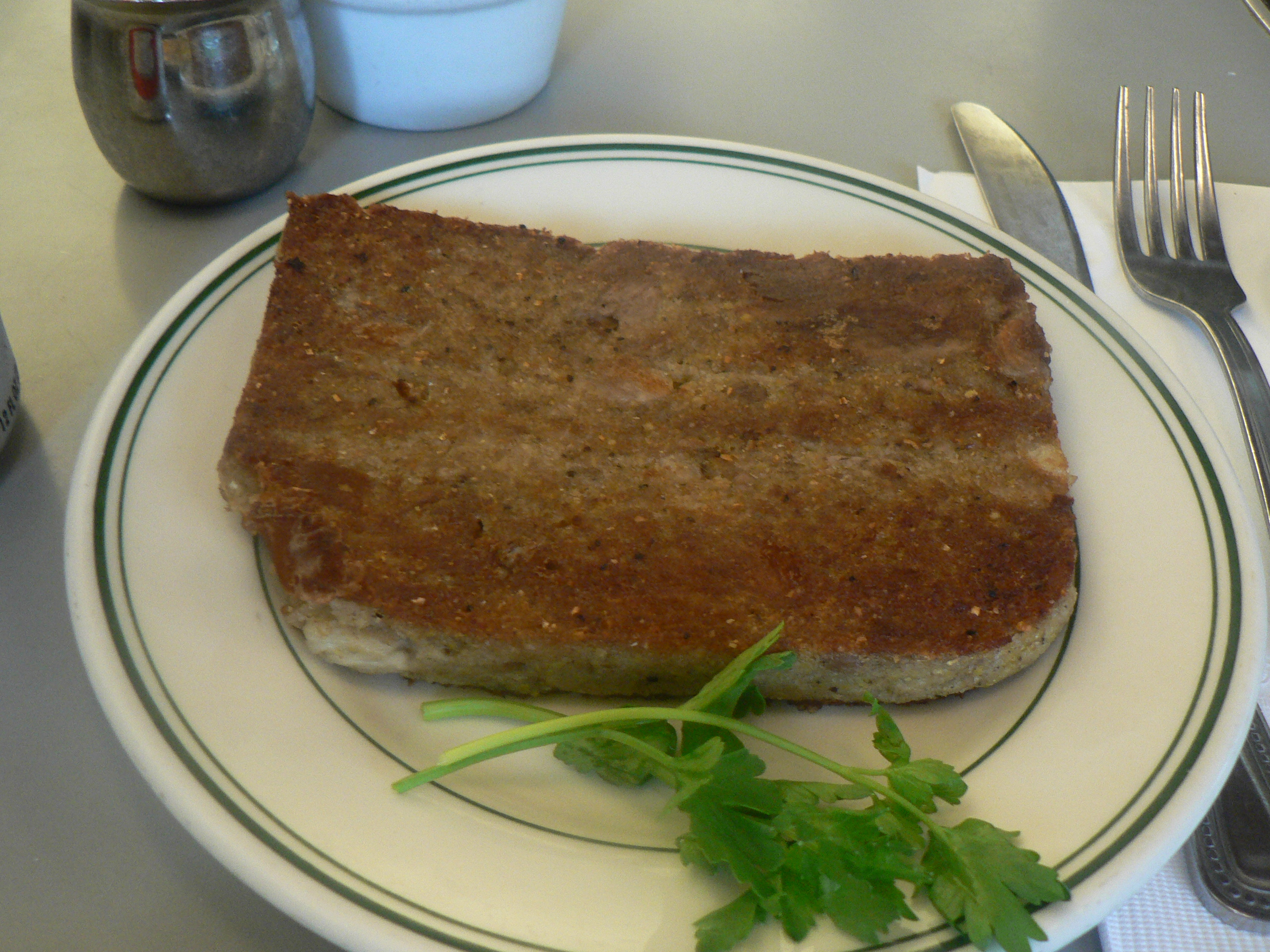
스크래플

스크래플(Scrapple)은 잘게 썬 돼지고기, 채소, 옥수수 가루로 만든 미국 튀김 요리이다.
전통적으로 옥수수 가루와 밀가루, 종종 메밀 가루 및 향신료와 결합된 돼지 고기 스크랩 및 트리밍의 으깬 것이다. 머쉬는 반고체 응고 덩어리로 형성되고 스크랩 조각은 제공하기 전에 팬에 튀겨진다. 다른 곳에서 사용하거나 판매하지 않고 도살하고 남은 고기 조각은 낭비를 피하기 위해 스크랩으로 만들었다. 스크래플은 주로 미국 중부 대서양 남부 지역(델라웨어, 메릴랜드, 사우스 저지, 펜실베이니아, 버지니아, 워싱턴 D.C.)에서 먹는다.
스크래플은 신선 및 냉동 냉장 형태로 지역 전역의 슈퍼마켓에서 볼 수 있다.

## 같이 보기
- 해기스
- 하우카르들
- 미트로프